# Suzuki Liana
Suzuki Liana — компактний автомобіль виробництва японської компанії Suzuki. Прийшов на зміну застарілої моделі Suzuki Baleno. Також відомий під ім'ям Aerio в Північній Америці. Європейська назва LIANA було абревіатурою і розшифровувалось як Life In A New Age (Життя в новому столітті). Американська версія комплектувалася більш потужним дволітровим двигуном. Автомобіль випускався з 2001 по 2007 рік в кузовах седан і хетчбек. Крім передньопривідної була так само повнопривідна модифікація. У 2004 році автомобіль отримав новий зовнішній вигляд, який дедалі більше нагадував японську версію, а також отримав новий дизельний двигун об'ємом 1400 см3 HDi виробництва PSA Peugeot Citroën. У 2007 році на зміну цій моделі прийшла нова Suzuki SX4. Виробництво автомобіля на заводах Пакистану і КНР продовжується і по сьогоднішній день.
Модель була відома завдяки її регулярним виступам в британській автомобільній передачі Top Gear, в якій знаменитості на автомобілі Liana на іподромі показували найшвидше коло, щоб конкурувати з іншими знаменитостями.

## Екстер'єр та інтер'єр

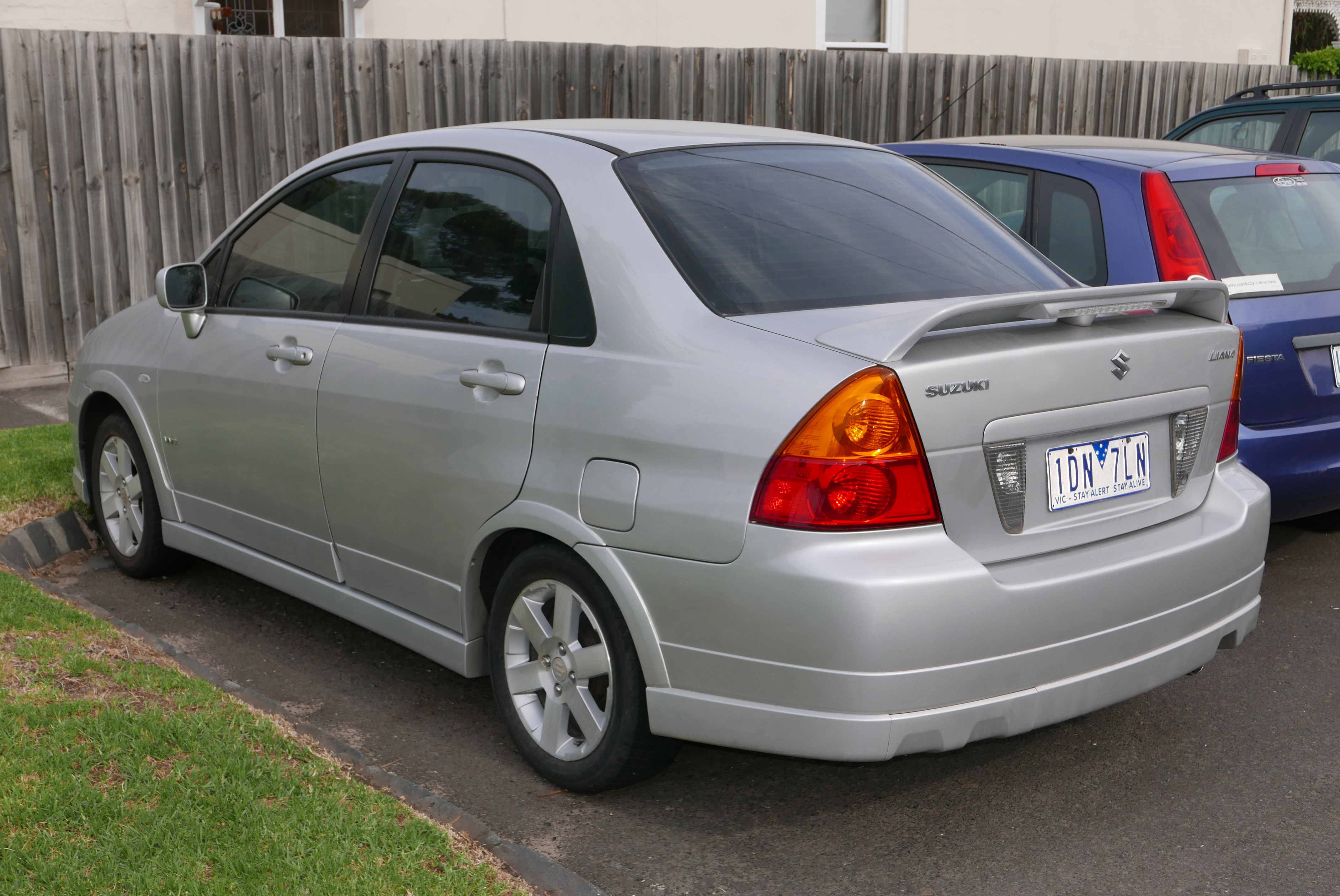
Седан

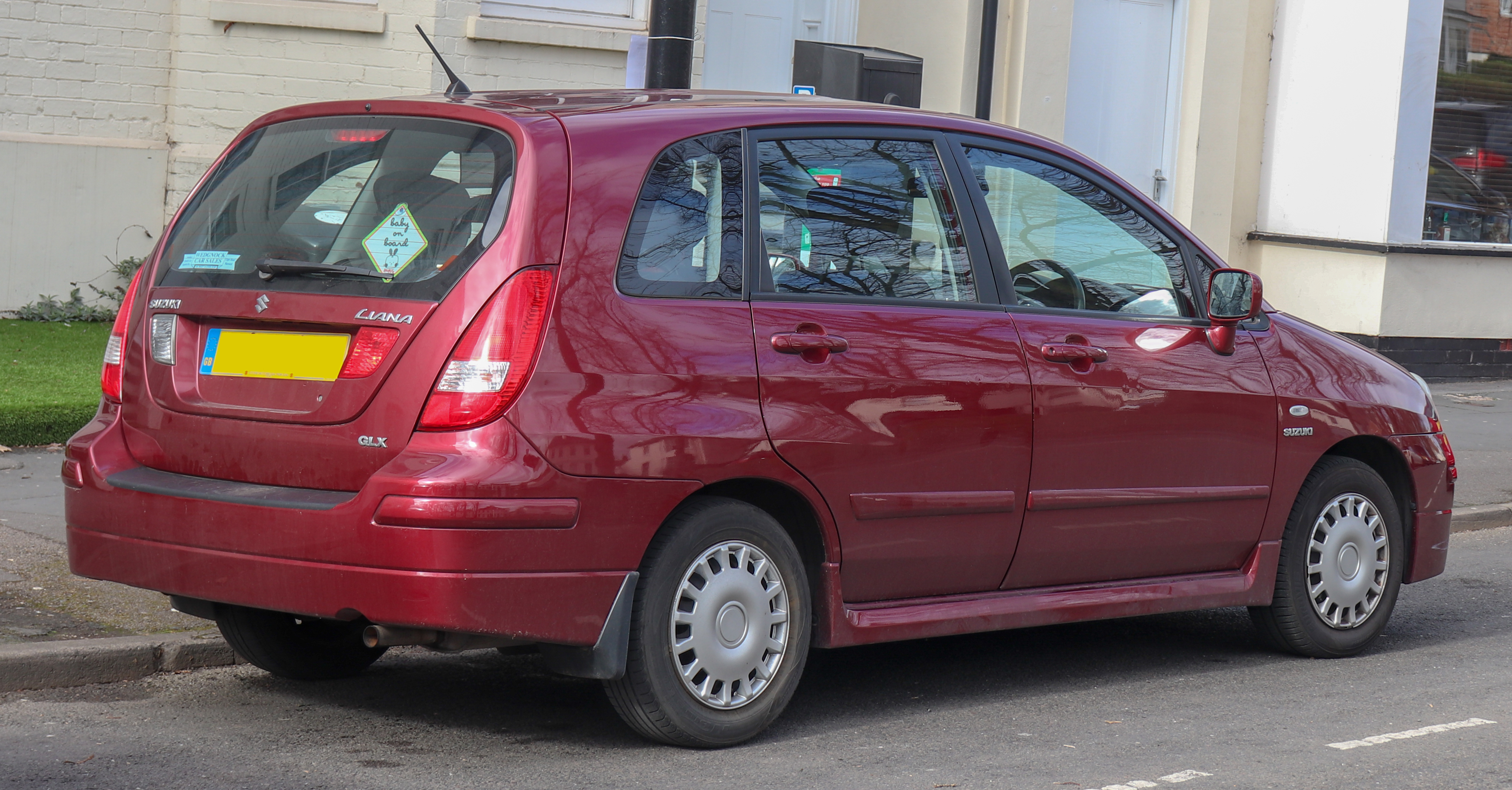
Хетчбек

Suzuki Liana є представником гольф-класу і поєднує в собі компактність і місткість. Екстер'єр автомобіля досить цікавий. Задня частина Ліана оформлена великими ліхтарями і цікавим оформленням дверцята багажника, що робить автомобіль візуально нижчим, великі ручки дверей виглядають переконливо. Елегантний дизайн екстер'єру автомобіля гармонійно поєднується з підвищеною функціональністю. Габарити автомобіля рівні: довжина - 435 см, ширина - 169 см, висота - 153,5 см. 
Салон автомобіля просторий, місця на передніх і задніх сидіннях досить для голови, плечового пояса і ніг. Крісла автомобіля забезпечують відмінну бічну підтримку і високу посадку. Сидіння водія і рульова колонка можуть регулюватися по висоті, дозволяючи тим самим налаштувати все «під себе». У цього Сузукі досить місткий багажник, об'ємом 480 літрів, який, у разі потреби, також можна додатково збільшити, склавши задні сидіння. Крім основного багажного відсіку у салоні присутня велика кількість відділень для зберігання особистих речей. Панель приладів виглядає незвично - вона окреслена великими дугами і обшита приємним на дотик пластиком. Циферблати і графіки на панелі приладів з поворотом ключа запалювання підсвічуються оранжевим.Це дуже зручний автомобіль! 
Навіть у базовій комплектації автомобіль здатний скласти гідну конкуренцію. Стандартне обладнання включає у себе:
- гідропідсилювач керма;
- електропривідні вікна;
- подвійну передню подушку безпеки SRS;
- електропривідні дзеркала;
- натягувачі ременів безпеки;
- кондиціонер;
- антиблокувальну систему гальм;
- CD-плеєр з AM / FM;
- велюровий салон;
- центральний замок[1].

## Двигуни
- 1.3 L I4
- 1.5 L I4
- 1.6 L I4
- 1.8 L I4
- 2.0 L I4
- 2.3 L I4
- 1.4 L Diesel I4